# صاروخ آرجيت

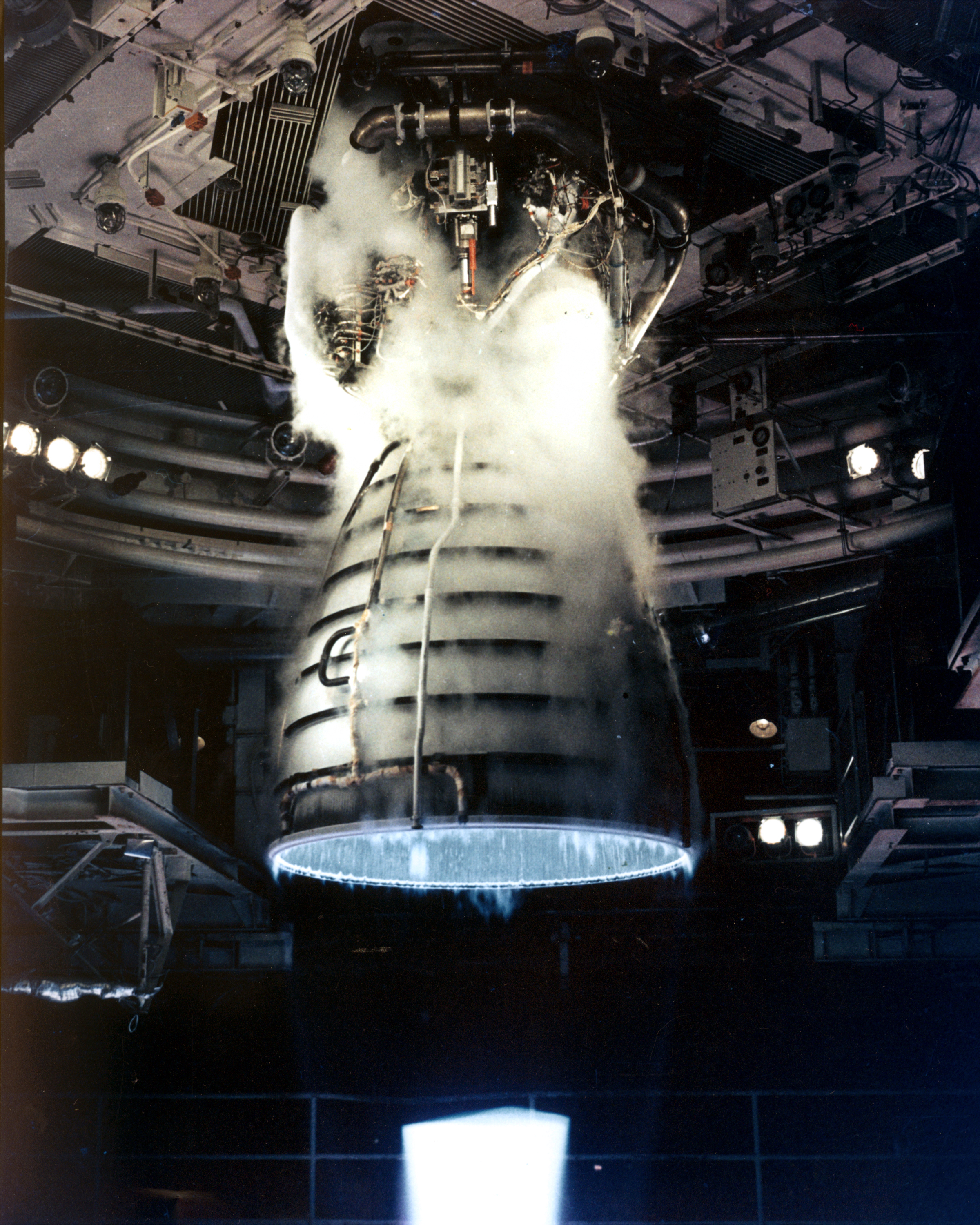
صورة لمحركات دفع مكوك فضائي

صاروخ آرجيت أو محرك آرجيت هو شكل من أشكال الدفع بواسطة مركبة فضائية تعمل بالكهرباء، حيث يتم إنشاء تفريغ كهربائي في تدفق من الوقود الدفعي (عادةً هيدرازين أو أمونيا).

## نبذة
فكرة صاروخ آرجيت تضيف طاقة إضافية على الوقود الدافع، بحيث يمكن للمرء استخراج المزيد من العمل من كل كيلوغرام من الوقود، على حساب زيادة استهلاك الطاقة وتكلفة أعلى في الغالب. أيضا مستويات الدفع المتاحة من محركات آرجيت المستخدمة عادة منخفضة للغاية بالمقارنة مع المحركات الكيميائية.
عندما تكون الطاقة متوفرة، تكون الأقواس مناسبة تمامًا لإبقاء المحطات في المدار ويمكن أن تحل محل الصواريخ أحادية السطح.
تُستخدم محركات آرجيت من سلسلة آرجيت MR-510 حاليًا على أقمار لوكهيد مارتن A2100 التي تستخدم الهيدرازين كوقود دفع، مما يوفر معدل نبضات محددة يزيد عن 585 ثانية بمعدل 2 كيلو واط.

## الأبحاث الألمانية
في ألمانيا، ظل الباحثون في معهد أنظمة الطيران الفضائية التابع لجامعة شتوتغارت يبحثون في هذه التحديات لسنوات وطوروا العديد من محركات آرجيت التي تعمل بالهيدروجين والقادرة على إنتاج الطاقة من 1 إلى 100 كيلو واط. يصل الهيدروجين المُسخّن إلى سرعات خروج تبلغ 16 كيلومترًا في الثانية (9.9 ميل / ثانية). كان من المقرر أن يصل قمر صناعي إلى القمر بحلول عام 2010، وهو قمر صناعي تجريبي يعمل بنظام آرجيت.